# Gnadochaeta setigera
Gnadochaeta setigera là một loài ruồi trong họ Tachinidae.